# 管建华
管建华（1962年—），女，山西阳泉人，中国乒乓球运动员。她曾获得1985年世界乒乓球锦标赛女子双打季军、1987年世界乒乓球锦标赛混合双打和女子单打季军。

## 家庭
女儿是乒乓球运动员管梦圆。